# Litre
Pour les articles homonymes, voir Litre (homonymie).
Le litre est une unité de mesure de volume égale à un décimètre cube. Cette définition du Bureau international des poids et mesures (BIPM) date de 1964. Bien qu’en dehors du Système international d'unités, l'usage du litre est accepté par le BIPM. Les symboles reconnus par ce dernier sont les caractères l (lettre L minuscule) et L (lettre L capitale, ou majuscule). Le symbole L ne doit toutefois être employé qu'en cas de confusion possible avec le chiffre 1 dans certaines polices de caractères.

## Définition
Le nom de l'unité est dérivé de litron, ancienne mesure de capacité.
Le litre est défini comme étant un nom spécial pour le décimètre cube. Cette définition est la seule acceptée par le Bureau international des poids et mesures. En première approximation, un litre peut également être défini comme le volume occupé par une masse d'un kilogramme d'eau pure à la pression atmosphérique normale (760 mmHg). Cependant, cette deuxième définition est moins précise de 28 millionièmes.
Le litre n'appartient pas au Système international d'unités, contrairement au mètre cube qui dérive directement du mètre (à la puissance trois) et ne nécessite donc pas de conversion. Ce n'est pas le cas du litre qui correspond à un millième de mètre cube. Le Bureau international des poids et mesures accepte toutefois l'usage du litre car il est couramment utilisé au niveau mondial.

## Historique
En 1790, face aux diverses unités de mesure alors utilisées en France, l'Assemblée constituante se prononce en faveur d'un système d'unités unifié. La loi du 18 germinal an III (7 avril 1795) définit le mètre comme « la mesure de longueur égale à la 10 millionième partie de l'arc du méridien terrestre compris entre le pôle boréal et l'équateur » et le litre comme « la mesure de capacité, tant pour les liquides que pour les matières sèches, dont la contenance sera celle du cube de la dixième partie du mètre ». Autrement dit, dès 1795 le litre est défini comme étant égal au décimètre cube.

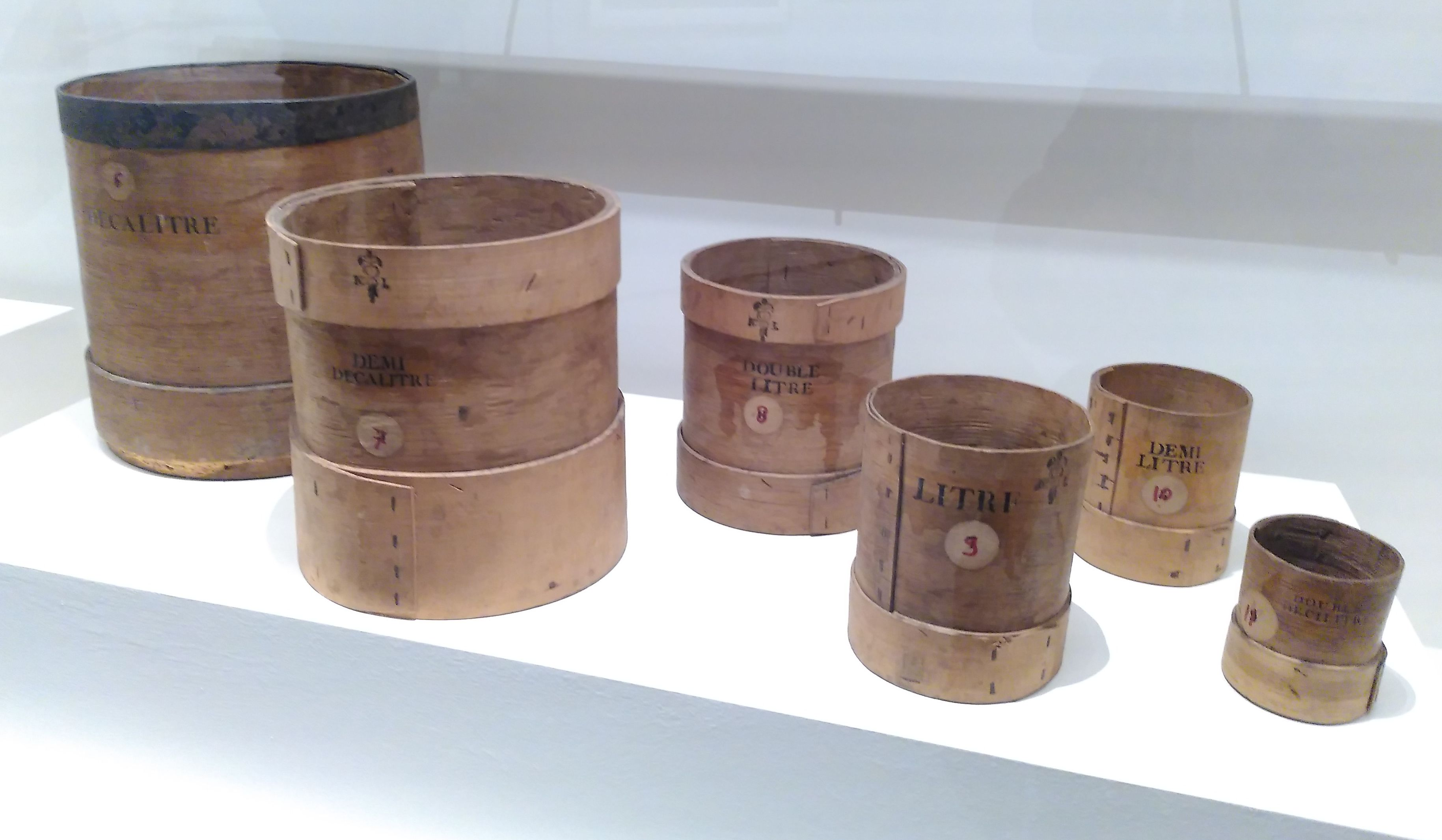
Mesures de capacité en bois marquées Saradin à Paris, après 1793. Décalitre, demi-décalitre, double litre, litre, demi-litre, double décilitre. Archives nationales.

Avant d'être définitivement dénommée litre, l'unité de mesure du volume a été provisoirement appelée pinte, puis cadil,,. Un étalon de cadil est visible au musée des arts et métiers à Paris.
En 1901, le Bureau international des poids et mesures définit le litre comme « le volume occupé par la masse de 1 kilogramme d'eau pure, à son maximum de densité et sous la pression atmosphérique normale ». Cette définition fut abrogée en 1964 à la suite de la constatation en 1960 d'une différence avec le décimètre cube de 28 millionièmes. Le litre est désormais défini comme un nom spécial du décimètre cube.

## Symbole
Les symboles l (minuscule) et L (capitale) sont les deux symboles acceptés par le Bureau international des poids et mesures (BIPM) pour représenter le litre. Le symbole L ne doit toutefois être employé qu'en cas de confusion possible avec le chiffre 1 (un) dans certaines polices de caractères.
D'une façon générale, l'usage veut qu'une capitale ne soit utilisée qu'avec le symbole d'une unité issue d'un nom propre (par exemple Pa pour le pascal en l'honneur de Blaise Pascal, ou K pour le kelvin en l'honneur de Lord Kelvin), ce qui n'est pas le cas du litre. Le litre et son symbole l (L minuscule) furent adoptés par le Comité international des poids et mesures (CIPM) en 1879.
Néanmoins, le chiffre 1 (un) et la lettre l minuscule peuvent être confondus dans certaines polices de caractères, et plusieurs pays ont pris l'habitude d'utiliser la capitale L pour éviter toute confusion. En 1979, exceptionnellement et face à l'habitude rencontrée, le symbole L (en capitale) fut également adopté par la 16e Conférence générale des poids et mesures (CGPM) « comme alternative pour éviter le risque de confusion entre la lettre l et le chiffre un, 1 », mais considère « que dans l'avenir un seul des deux symboles devrait être retenu ». Le BIPM précise ensuite : « Le Comité international a estimé encore prématuré, en 1990, de choisir un symbole unique du litre ».
L'approbation par le BIPM du symbole L pour le litre, en parallèle du symbole l, constitue donc une exception à la règle sur les capitales. Le Code de rédaction interinstitutionnel de l'Office des publications de l'Union européenne rend le seul symbole l obligatoire dans l'ensemble des publications émanant des institutions, organes et organismes de l'Union européenne. En France, le Lexique des règles typographiques en usage à l'Imprimerie nationale indique les deux casses et précise : « symbole L si confusion possible entre l et 1 ». L'Office québécois de la langue française au Canada indique de même : « le symbole L est toléré uniquement lorsqu'il y a risque de confusion entre le symbole l et le chiffre 1 ».
Le symbole ℓ, en cursif, est un symbole du litre non mentionné par les recommandations du Bureau international des poids et mesures,. Ce symbole est utilisé dans certains pays. Il permet d'éviter la confusion avec le chiffre 1, tout comme la lettre L.

## Multiples, sous-multiples et conversion

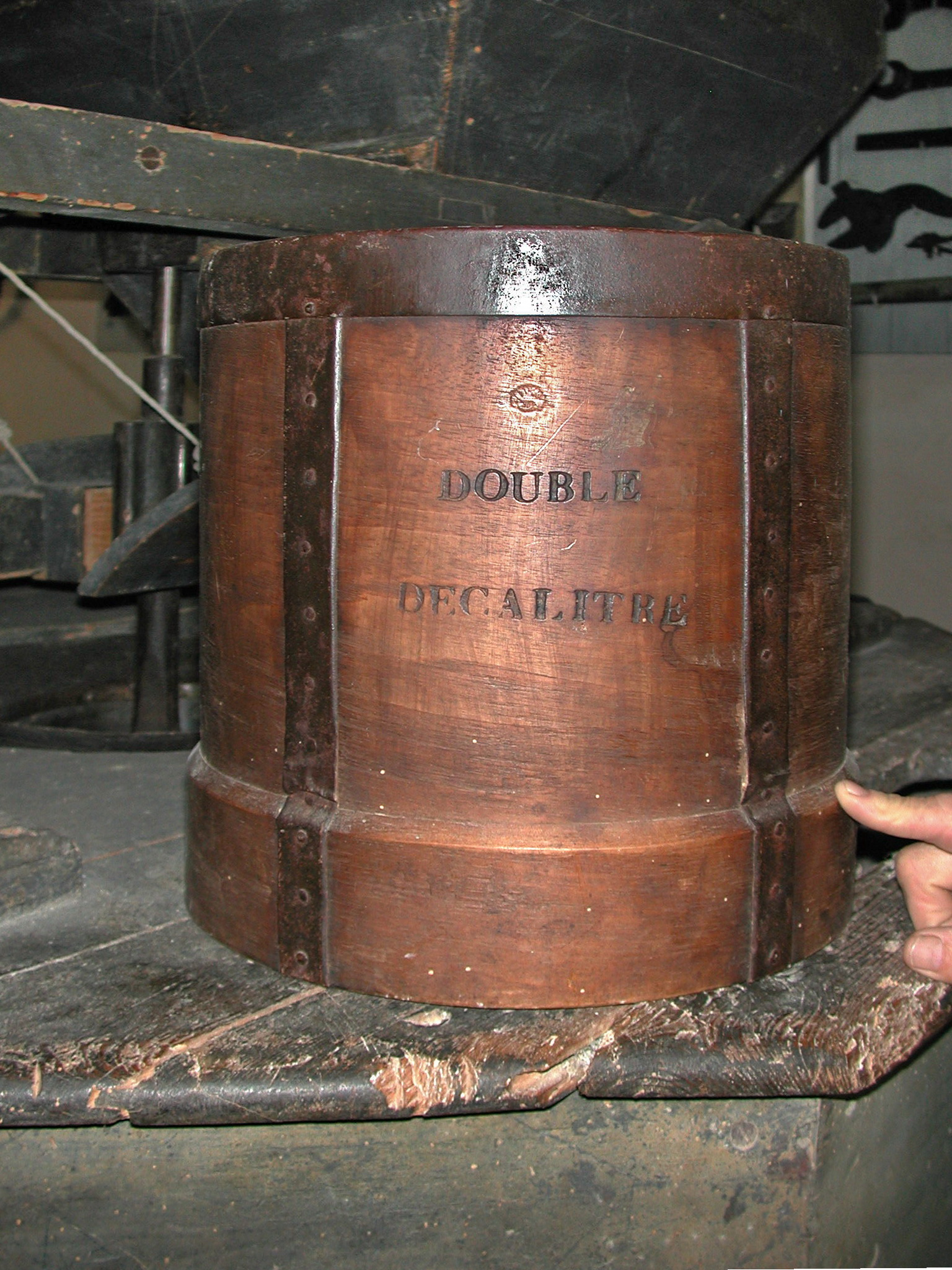
Double décalitre (20 litres).

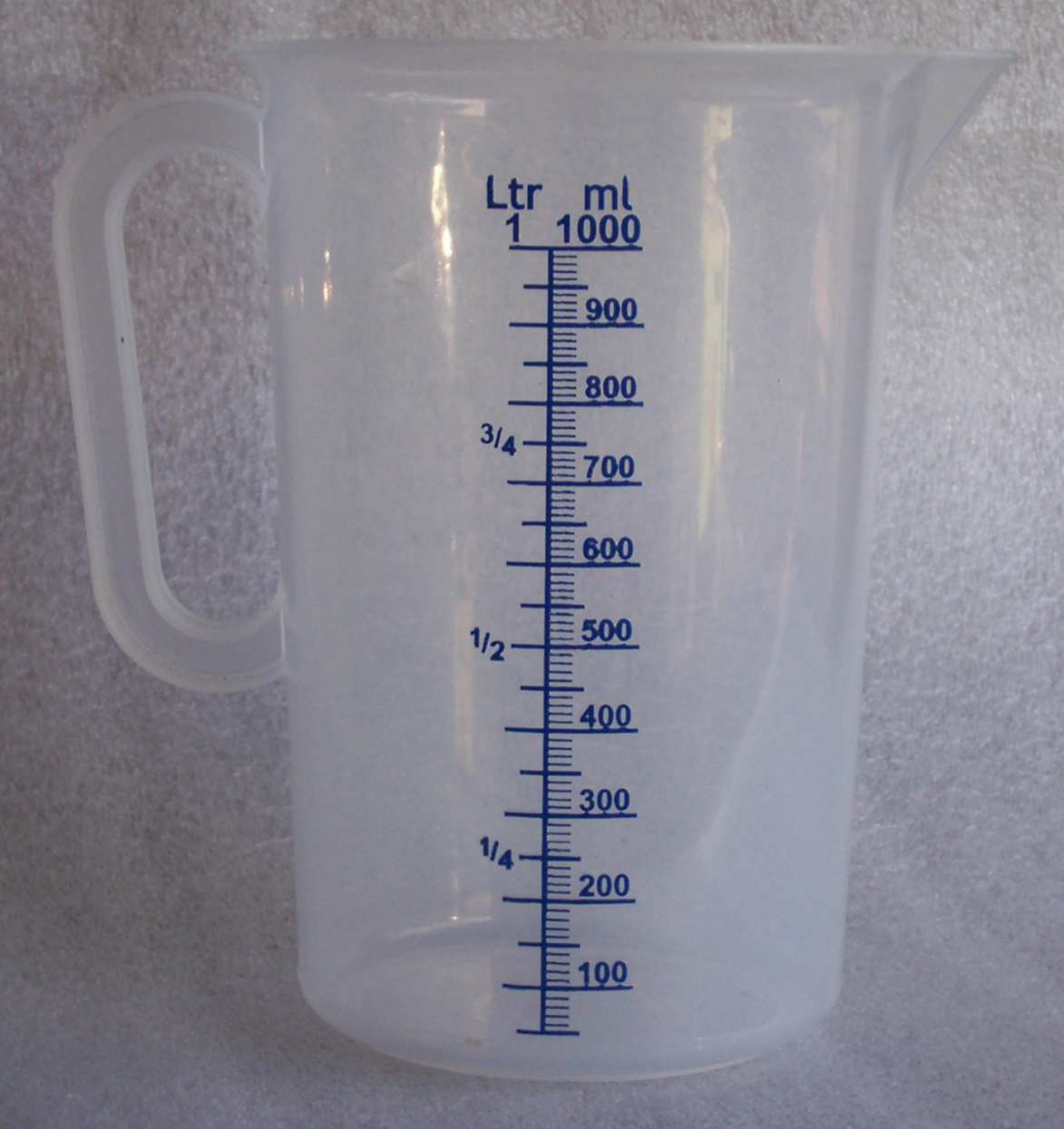
Verre doseur avec équivalence entre litre (marqué « Ltr ») et millilitres (« ml »).

Les sous-multiples du litre couramment utilisés sont le décilitre (dl), le centilitre (cl) et le millilitre (ml), plus rarement le microlitre (µl). Les multiples sont rarement utilisés au profit du mètre cube (m3, unité faisant partie du Système international d'unités (SI)), à l'exception de l'hectolitre (hl) utilisé dans le secteur agroalimentaire.
Dans les régions productrices de noix et de châtaignes, les mesures sont parfois encore faites en double décalitre (20 l), mais cette habitude tend à disparaître au profit des mesures en poids (kg),.
Le tableau suivant donne les conversions entre les multiples et sous-multiples du litre et ceux du mètre-cube. Les noms en gras désignent les multiples et sous-multiples couramment utilisés.
| Multiple | Nom        | Symbole | Correspondance |       | Sous- multiple | Nom | Symbole | Correspondance |
| 100      | litre      | l       | dm3            | 100   | litre          | l   | dm3     |                |
| 101      | décalitre  | dal     |                | 10−1  | décilitre      | dl  |         |                |
| 102      | hectolitre | hl      |                | 10−2  | centilitre     | cl  |         |                |
| 103      | kilolitre  | kl      | m3             | 10−3  | millilitre     | ml  | cm3     |                |
| 106      | mégalitre  | Ml      | dam3           | 10−6  | microlitre     | µl  | mm3     |                |
| 109      | gigalitre  | Gl      | hm3            | 10−9  | nanolitre      | nl  |         |                |
| 1012     | téralitre  | Tl      | km3            | 10−12 | picolitre      | pl  |         |                |
| 1015     | pétalitre  | Pl      |                | 10−15 | femtolitre     | fl  | µm3     |                |
| 1018     | exalitre   | El      |                | 10−18 | attolitre      | al  |         |                |
| 1021     | zettalitre | Zl      | Mm3            | 10−21 | zeptolitre     | zl  |         |                |
| 1024     | yottalitre | Yl      |                | 10−24 | yoctolitre     | yl  | nm3     |                |

## Particularités

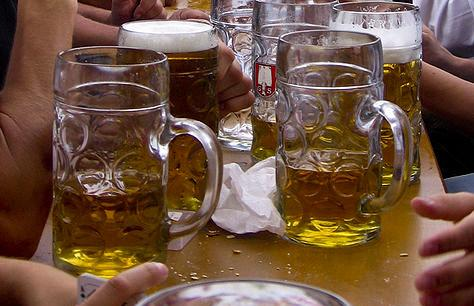
Mass de bière, d'une contenance d'un litre.

Pour les coffres d'automobile, le volume est quelquefois exprimé en litres selon la norme VDA (Verband der Automobilindustrie ; « union de l'industrie automobile », un organisme allemand). Cette unité se base sur des pavés normalisés de dimensions 50 mm × 200 mm × 100 mm, soit 1 litre de volume. Le volume utilisable ainsi obtenu est inférieur au volume total réel du coffre mais plus réaliste dans le contexte d'une utilisation normale.
Autrefois, le vin était parfois quantifié au poids, ce qui se fait encore de nos jours pour la vente au détail. D'où l'expression familière kil, signifiant un kilogramme de vin, pour désigner un litre,.